# ABC (криптография)
В криптографии ABC — блочный шифр, разработанный в 2002 Дитером Шмидтом (Dieter Schmidt).

## Структура
ABC — сеть перестановки-замены, включающая 17 раундов. Первые 8 раундов используют XOR, модульное умножение как в MMB, и расширенную версию псевдопреобразования Адамара от SAFER. Средние раунды используют только XOR и умножение. Заключительные 8 раундов подобны первым 8, но используют обратный PHT.
Размер блока ABC 256 битов и размер ключа 512 битов, оба больше чем в других алгоритмах блочных шифров.